# 5216 Cannizzo
5216 Cannizzo este o planetă minoră (asteroid), cu un diametru de 11,327 km, din centura de asteroizi. A fost descoperită pe 16 aprilie 1941 la Iso-Heikkilän tähtitorni⁠(d) de Liisi Oterma. 
Obiectul prezintă o orbită caracterizată de o semiaxă mare de 2,6103616 UAi, o excentricitate de 0,1589516, o înclinație de 14,06577 ° în raport cu ecliptica.